# Kyphosus sandwicensis
Kyphosus sandwicensis, conhecido como Nānue em Rapa-nui. É uma espécie de peixe-ósseo do gênero Kyphosus.

## Distribuição
É encontrado na região tropical do Pacífico Central, Ilha de Páscoa e Ilhas Sandwich.Há avistamentos em Sala y Gómez.

## Pesca
É muito consumido pelo povo Rapa-nui.